# Abdi-Hepa
Abdi-Ḫepa (auch Abdi-Ḫeba oder Abdi-Ḫepat) war ein Stadtfürst in Urusalim (späterer Name: Jerusalem), der um 1350 v. Chr. regierte und aus den Amarna-Briefen bekannt ist.

## Etymologie
Der Personenname Abdi-ḫepa wird in den Amarna-Briefen ÌR-ḫe-pa geschrieben. Das Zeichen ÌR ist ein Logogramm mit der Bedeutung „Sklave / Diener“. Wegen der geographischen Lage scheint es sinnvoll, dieses Zeichen als ’abdi (Kanaanäisch für „Diener / Sklave“) zu lesen. Ebenso könnte aber auch purame (aus dem Hurritischen), arta (aus dem Hethitischen) oder ardu (aus dem Akkadischen) gelesen werden. Bei Ḫepat handelt es sich um ein theophores Element der Hauptgöttin des hurritischen und später auch des hethitischen Pantheons. Dadurch lässt sich der Namensträger einer mitannisch-hurritischen Oberschicht zuordnen. Der Name bedeutet dann „Diener Chepas“.

## Das Kleinfürstentum des Abdi-Hepa
Urusalim galt in der Amarna-Zeit als Residenzsitz Abdi-Hepas und hatte die Größe eines größeren Dorfes (siehe bei Davidsstadt). Es bestand vermutlich gegenüber den umliegenden Orten nur aus einem bescheidenen Palast, einem kleinen Tempel und wenigen Wohnhäusern der Oberschicht, die hauptsächlich von der Familie des Stadtfürsten bewohnt wurden.
Sein Regierungsbereich erstreckte sich wahrscheinlich im Norden bis nach Bethel, im Osten bis zur Wüste Juda und im Westen bis zur Schefela. Zur südlichen Ausdehnung wurde gelegentlich angenommen, dass es bis zum Tal von Be’er Scheva reichte; wahrscheinlicher wurde es aber schon durch Hebron begrenzt. Hauptsächlich bestand die Region aus kleinen Dörfern, die regelmäßig von den nomadisierenden Schasu und Ḫapiru geplündert wurden, die im bevölkerungsarmen Berggebiet in direkter Nähe zu Urusalim ansässig waren.

## Die Amarna-Briefe
Bei den Amarna-Briefen handelt es sich um Korrespondenz des ägyptischen Hofes aus der dann auch nach ihnen benannten Amarna-Zeit. Erhalten sind sechs Briefe des Abdi-Hepa an den ägyptischen König, der Abdi-Hepa in sein Amt eingesetzt hatte. Zuvor herrschte bereits Abdi-Hepas Vater über das Kleinfürstentum: „Siehe, mich hat weder mein Vater noch meine Mutter an diesem Ort eingesetzt, der mächtige Arm des Königs hat mich eingeführt in das Herrscherhaus meines Vaters“. Ob Abdi-Hepas Vater vom ägyptischen König als Stadtfürst abgesetzt wurde, lässt sich aus den Amarnabriefen nicht erschließen.
Im Brief EA 290 bittet der Herrscher um militärische Hilfe aus Ägypten, angesichts der Bedrohung Urusalims durch andere Städte (Gezer, Askalon, Gaza und Lachisch). Zudem fürchtete Abdi-Hepa, dass desertierende Soldaten und Söldner ihn umbringen wollten. Die Reaktion des ägyptischen Königs ist unbekannt.
Aus den Briefen EA 279 und EA 280 seines Gegners Suwardatta geht hervor, dass er mit diesem um die Stadt Kelte (Khirbet Qila) kämpfte.

### Liste der Briefe des Abdi-Hepa
1. EA 285 Der ägyptische König soll Botschafter senden
2. EA 286 Bericht über Unruhen
3. EA 287
4. EA 288
5. EA 289 Bericht über Angriffe der Ḫapiru in den umliegenden Gebieten
6. EA 290 Angriff von drei Städten auf Urusalim, nachdem zuvor die Hapiru die drei Städte unter ihre Kontrolle gebracht hatten.[4]